# Fran marder
Fran marder è il primo album in studio della one man band Arckanum, pubblicato il 1995 dalla Necropolis Records. 

## Tracce
1. Pans lughn/Hvila pa tronan min - 05:42
2. Þe alder hærskande væsende natur - 03:15
3. Svinna - 04:24
4. Kununger af þæn diupeste natur - 07:41
5. Gava fran trulen - 05:26
6. Fran marder - 03:47
7. Bærghet - 04:46
8. Trulmælder - 06:38
9. Kolin væruld/Ener stilla sior af droten min - 07:47

## Formazione
- Shamaatae - voce, tutti gli strumenti